# Diplazon albotibialis
Diplazon albotibialis är en stekelart som beskrevs av Dasch 1964. Diplazon albotibialis ingår i släktet Diplazon och familjen brokparasitsteklar. Inga underarter finns listade i Catalogue of Life.